# Дубинино (Єльнинське сільське поселення)
Дубініно (рос. Дубинино) — присілок Гагарінського району Смоленської області Росії. Входить до складу Єльнинського сільського поселення.
Населення — 113 осіб (2007 рік).